# Центральноевропейское время
| светло-синий   | западноевропейское время / среднее время по Гринвичу (UTC+0)                                                                        |
| синий          | западноевропейское время / среднее время по Гринвичу (UTC+0) западноевропейское летнее время / ирландское стандартное время (UTC+1) |
| красный        | центральноевропейское время (UTC+1) центральноевропейское летнее время (UTC+2)                                                      |
| жёлтый         | восточноевропейское время / калининградское время (UTC+2)                                                                           |
| хаки           | восточноевропейское время (UTC+2) восточноевропейское летнее время (UTC+3)                                                          |
| светло-зелёный | московское время / турецкое время (UTC+3)                                                                                           |
| светло-голубой | азербайджанское время / армянское время / грузинское время / самарское время (UTC+4)                                                |

Центральноевропе́йское вре́мя (англ. Central European Time, CET), иногда среднеевропе́йское вре́мя — одно из названий часового пояса UTC+1. Этим временем пользуются некоторые европейские и североафриканские страны. Большинство из них пользуются также центральноевропейским летним временем (Central European Summer Time, CEST) UTC+2 в качестве летнего времени.
В более узком смысле под центральноевропейским временем подразумевается система исчисления времени в тех странах и территориях Европы (Австрия, Албания, Андорра, Бельгия, Босния и Герцеговина, Ватикан, Венгрия, Германия, Гибралтар, Дания, континентальная часть Испании, Италия, Республика Косово, Лихтенштейн, Люксембург, Мальта, Монако, Нидерланды, Норвегия, Польша, Сан-Марино, Северная Македония, Сербия, Словакия, Словения, Франция, Хорватия, Черногория, Чехия, Швейцария, Швеция), где зимой используется время часового пояса UTC+1, а в летний период — часового пояса UTC+2.

## География
Круглый год по центральноевропейскому времени живут Алжир и Тунис.
Следующие страны и территории используют центральноевропейское время зимой между 1:00 UTC последнего воскресенья октября и 1:00 UTC последнего воскресенья марта:
- Австрия
- Албания
- Андорра
- Бельгия
- Босния и Герцеговина
- Ватикан
- Венгрия
- Германия
- Гибралтар
- Дания (метрополия)
- Испания (кроме Канарских островов)
- Италия
- Косово[2][3]
- Лихтенштейн
- Либерленд
- Люксембург
- Мальта
- Монако
- Нидерланды (метрополия)
- Норвегия
- Польша
- Сан-Марино
- Северная Македония
- Сербия
- Словакия
- Словения
- Франция (метрополия)
- Хорватия
- Черногория
- Чехия
- Швейцария
- Швеция

## Синонимы
Из-за наличия большого количества государств в этом поясе встречаются и другие обозначения:
- MET (англ. Middle European Time, среднеевропейское время) (не путать с MET — англ. Middle Eastern Time)
- «Берлинское время»
- MEZ (нем. Mitteleuropäische Zeit)